# بوشيني ألبي
بوشيني ألبي (الاسم العلمي: Puccinia alpina) هو نوع من الفطريات يتبع جنس البوشيني من فصيلة البوشينية.